# Анфалово (Череповецкий район)
Анфалово — деревня в Череповецком районе Вологодской области.
Входит в состав Коротовского сельского поселения, с точки зрения административно-территориального деления — в Коротовский сельсовет.
Расстояние до районного центра Череповца по автодороге — 66 км, до центра муниципального образования Коротово по прямой — 1,7 км. Ближайшие населённые пункты — Коротово, Сосновка, Паршино, Катилово.
По переписи 2002 года население — 14 человек.